# Pseudothereva parviseta
Pseudothereva parviseta är en tvåvingeart som beskrevs av Lyneborg 1976. Pseudothereva parviseta ingår i släktet Pseudothereva och familjen stilettflugor. Inga underarter finns listade i Catalogue of Life.